# Частота захворювання
В епідеміології частота захворювання — це відсоток групи ризику, яка захворіває протягом певного проміжку часу. Він використовується в гіпотетичних прогнозах та під час фактичних спалахів захворювання. Популяція групи ризику визначається як така, що не має імунітету до збудника, який може бути як новим збудником, так і традиційним місцевим збудником. Він використовується для прогнозування кількості інфікованих, які очікуються під час епідемії. Це допомагає у розподілі ресурсів для надання медичної допомоги, а також у виробництві вакцин та/або противірусних та антибактеріальних препаратів. Цей показник визначається шляхом відношення кількості нових випадків захворювання у популяції групи ризику до кількості осіб у групі ризику.